# Дорожній (Якутія)
Дорожній (рос. Дорожный) — селище у Ленському улусі Республіки Сахи Російської Федерації.
Населення становить 160  осіб. Належить до муніципального утворення Мурбайський наслег.

## Географія

### Клімат
| Клімат Дорожнього         | Клімат Дорожнього | Клімат Дорожнього | Клімат Дорожнього | Клімат Дорожнього | Клімат Дорожнього | Клімат Дорожнього | Клімат Дорожнього | Клімат Дорожнього | Клімат Дорожнього | Клімат Дорожнього | Клімат Дорожнього | Клімат Дорожнього | Клімат Дорожнього |
| Показник                  | Січ.              | Лют.              | Бер.              | Квіт.             | Трав.             | Черв.             | Лип.              | Серп.             | Вер.              | Жовт.             | Лист.             | Груд.             | Рік               |
| Середній максимум, °C     | −26,6             | −20,2             | −9,5              | 0,8               | 10,7              | 19,1              | 22,0              | 18,8              | 10,6              | −1,3              | −16               | −25,7             | −1                |
| Середня температура, °C   | −31,4             | −26,3             | −16,4             | −4,8              | 5,1               | 12,7              | 16,1              | 13,2              | 5,4               | −6,5              | −21,3             | −30,3             | −7                |
| Середній мінімум, °C      | −36,2             | −32,4             | −23,2             | −10,3             | −0,4              | 6,4               | 10,2              | 7,7               | 0,3               | −11,6             | −26,6             | −34,8             | −12               |
| Норма опадів, мм          | 10                | 8                 | 13                | 34                | 46                | 100               | 130               | 111               | 74                | 29                | 17                | 13                | 585               |
| ------------------------- | ----------------- | ----------------- | ----------------- | ----------------- | ----------------- | ----------------- | ----------------- | ----------------- | ----------------- | ----------------- | ----------------- | ----------------- | ----------------- |
| Джерело: climate-data.org |                   |                   |                   |                   |                   |                   |                   |                   |                   |                   |                   |                   |                   |

## Історія
Згідно із законом від 30 листопада 2004 року органом місцевого самоврядування є Мурбайський наслег.

## Населення
| 2002 | 2010 |
| ---- | ---- |
| 175  | ↘160 |